# Bidoune
Un Bidoune (en arabe  بِدون ) désigne dans le monde arabe une personne sans nationalité. Ce nom vient de l'arabe, bidūn jinsiyya ( بدون جنسية ), qui signifie « sans nationalité ». Le nom est principalement utilisé au Koweït, où existe une importante population bidoune, et à Bahreïn. Même si la plupart des Bidounes sont des bédouins, les deux mots ont un sens différent,.

## Au Koweït
La population bidoune dans l'émirat du golfe est d'environ 100 000 personnes. Leur statut n'est ni celui de Koweïtien, ni celui d'étranger. Ils sont pour la plupart résidents de longue date ou nés au Koweït. Ils sont privés de tout droit politique, ne peuvent bénéficier de l'éducation et de la santé gratuite comme les citoyens koweïtiens et doivent être parrainés par un Koweïtien pour acheter un bien, obtenir un travail ou se rendre à l'étranger.

## Source
- (en) Cet article est partiellement ou en totalité issu de l’article de Wikipédia en anglais intitulé « Bedoun » (voir la liste des auteurs).